# Terrence Howard
Terrence Dashon Howard (născut 11 martie 1969) este un actor american nominalizat la Premiul Oscar. Primul lui rol mare a fost în filmul din 1995 Mr. Holland's Opus, care a condus ulterior la o serie de roluri cu vizibilitate mare în rândul publicului afro-american. Howard a intrat în lumina reflectoarelor cu mai multe filme de succes din perioada 2004 și 2006. El a jucat în Ray, Lackawanna Blues, Crash,  Four Brothers, Hustle & Flow, Get Rich or Die Tryin', Idlewild, The Brave One.